# Buchanan Township (Contea di Atchison, Missouri)
Buchanan Township è una delle 11 township nella Contea di Atchison dello Stato del Missouri, Stati Uniti d'America.

## Geografia fisica
Buchanan Township si estende su una superficie di 108,84 km², non contiene altri insediamenti.